# Newtype Anime Awards
I Newtype Anime Awards sono dei premi attribuiti dalla rivista Newtype, che categorizza gli anime in base al character design, alla sceneggiatura, al mecha design, al suono, alla colonna sonora, allo staff, alle mascotte, stilandone poi una classifica. Oltre a questi parametri, ne vengono valutati anche altri, come il miglior personaggio maschio e femmina, il doppiatore maschio e femmina, la migliore emittente televisiva e il miglior studio di produzione.

## Newtype Anime Awards 2014[1]

### Character Design Awards
1. Kill la Kill - Sushio
2. THE IDOLM@STER MOVIE: Kagayaki no Mukōgawa e! - Atsushi Nishigori
3. Arpeggio of Blue Steel - Kazuaki Morita
4. Love Live! School Idol Project - Asako Nishida, Yūhei Murota
5. Tiger & Bunny The Movie-The Rising- - Kenji Hayama, Tokuhiro Itagaki, Mika Yamamoto
6. Free! Eternal Summer - Futoshi Nishiya
7. Akuma no riddle - Naomi Ide
8. Is the Order a Rabbit? - Yousuke Okuda
9. Puella Magi Madoka Magica - Parte 3 - La storia della ribellione - Takahiro Kishida, Junichiro Taniguchi
10. One Week Friends - Eri Yamazaki

### Sceneggiatura
1. Kazuki Nakashima (Kill la Kill)
2. Gen Urobuchi (Puella Magi Madoka Magica)
3. Atsushi Nishigori, Tatsuya Takahashi (THE IDOLM@STER MOVIE: Kagayaki no Mukōgawa e!)
4. Masafumi Nishida (Tiger & Bunny The Movie-The Rising-)
5. Makoto Uezu (Arpeggio of Blue Steel)
6. Masahiro Yokotani (Free! Eternal Summer)
7. Jukki Hanada (Love Live! School Idol Project)
8. Katsuhiko Takayama (Aldnoah.Zero)
9. Kiyoko Yoshimura (Akuma no riddle)
10. Yousuke Kuroda (Gundam Build Fighters)

### Mecha Design
1. Takehiko Matsumoto (Arpeggio of Blue Steel)
2. I-IV, Kenji Teraoka (Aldnoah.Zero)
3. Hajime Katoki, Junya Ishigaki, Nobuhiko Genma (Gundam Unicorn Episodio 7 "Oltre l'arcobaleno")
4. Gundam Build Fighters
5. Makoto Ishiwata (Valvrave the Liberator)
6. Knights of Sidonia
7. Shigeto Koyama (Captain Earth)
8. Girls und Panzer: Kore ga Hontō no Anzio-sen Desu!
9. Shōji Kawamori (Nobunaga The Fool)
10. Takeshi Takakura, CHOCO (Infinite Stratos 2)

### Sound
1. Kill la Kill
2. THE IDOLM@STER MOVIE: Kagayaki no Mukōgawa e!
3. Love Live! School Idol Project
4. Tiger & Bunny The Movie -The Rising-
5. Arpeggio of Blue Steel
6. Aldnoah.Zero
7. Puella Magi Madoka Magica - Parte 3 - La storia della ribellione
8. Free! Eternal Summer
9. Gundam Unicorn Episodio 7 "Oltre l'arcobaleno"
10. Valvrave the Liberator

### Colonna sonora
1. "M@STERPIECE" (THE IDOLM@STER MOVIE: Kagayaki no Mukōgawa e!)
2. "Sirius" (Kill la Kill)
3. "harmonized finale" (Tiger & Bunny The Movie -The Rising-)
4. "Sore wa Bokutachi no Kiseki" (Love Live! School Idol Project)
5. "Preserved Roses" (Valvrave the Liberator)
6. "SAVIOR OF SONG" (Arpeggio of Blue Steel)
7. "Dried Up Youthful Fame" (Free! Eternal Summer)
8. "Colorful" (Puella Magi Madoka Magica - Parte 3 - La storia della ribellione)
9. "Daydream café" (Is the Order a Rabbit?)
10. "Sōshō Innocence" (Akuma no riddle)

### Miglior personaggio (maschio)
1. Kirito (Sword Art Online II)
2. Producer (IDOLM@STER MOVIE: Kagayaki no Mukōgawa e!)
3. Gunzō Chihaya (Arpeggio of Blue Steel)
4. Rin Matsuoka (Free! Eternal Summer)
5. Jōtarō Kūjō (Le bizzarre avventure di JoJo: Stardust Crusaders)
6. Tatsuya Shiba (Mahōka kōkō no rettōsei)
7. Kotetsu T. Kaburagi (Tiger & Bunny The Movie -The Rising-)
8. Sora (No Game No Life)
9. Koyomi Araragi (Monogatari)
10. Hōzuki (Hōzuki no reitetsu)

### Miglior personaggio (femmina)
1. Haruka Amami (THE IDOLM@STER MOVIE: Kagayaki no Mukōgawa e!)
2. Ryūko Matoi (Kill la Kill)
3. Mako Mankanshoku (Kill la Kill)
4. Homura Akemi (Puella Magi Madoka Magica - Parte 3 - La storia della ribellione)
5. Chihaya Kisaragi (THE IDOLM@STER MOVIE: Kagayaki no Mukōgawa e!)
6. Kaori Fujimiya (Isshūkan friends.)
7. Takao (Arpeggio of Blue Steel)
8. Asuna (Sword Art Online II)
9. Hibiki Ganaha (THE IDOLM@STER MOVIE: Kagayaki no Mukōgawa e!)
10. Iori Minase (THE IDOLM@STER MOVIE: Kagayaki no Mukōgawa e!)

### Miglior doppiatore
1. Yuuki Kaji
2. Yoshitsugu Matsuoka
3. Mamoru Miyano
4. Yoshimasa Hosoya
5. Yūichi Nakamura
6. Kenji Akabane
7. Daisuke Ono
8. Hiroshi Kamiya
9. Natsuki Hanae
10. Ryota Ohsaka

### Miglior doppiatrice
1. Eriko Nakamura
2. Manami Numakura
3. Sora Amamiya
4. Aya Suzaki
5. Miyuki Sawashiro
6. Kana Hanazaka
7. Ami Koshimizu
8. Asami Imai
9. Nana Mizuki
10. Saori Hayami

### Miglior anime TV
1. Dragon Ball
2. The Seven Deadly Sins - Nanatsu no taizai
3. Love Live! School Idol Project
4. Free! Eternal Summer
5. Isshūkan friends.
6. Le bizzarre avventure di JoJo: Stardust Crusaders
7. Gundam Build Fighters
8. Akuma no riddle
9. Is the Order a Rabbit?
10. Haikyū!!

### Miglior Studio
1. A-1 Pictures
2. Trigger
3. Sanjigen
4. Sunrise
5. Kyoto Animation